# Västra Eneby församling

församlingen vapen

Västra Eneby församling är en församling i Linköpings stift inom Svenska kyrkan. Församlingen ingår i Kinda pastorat och ligger i Kinda kommun i Östergötlands län.
Församlingskyrka är Västra Eneby kyrka.

## Administrativ historik
Församlingen har medeltida ursprung.
Församlingen utgjorde under medeltiden ett eget pastorat för att sedan till 1938 vara moderförsamling i pastoratet Västra Eneby och Kisa. Från 1938 var församlingen annexförsamling i pastoratet Kisa och Västra Eneby som 1962 utökades med Tidersrums församling. Församlingen ingår sedan 2009 i Kinda pastorat.

## Kyrkoherdar
| Ämbetstid     | Namn                           | Levnadstid       | Övrigt                                   |
| ------------- | ------------------------------ | ---------------- | ---------------------------------------- |
| (1398)        | Clemens Caroli                 |                  |                                          |
| (1417)        | Sven                           |                  |                                          |
| (1521)        | Petrus Gottschalchi            |                  |                                          |
| (1525)–(1538) | Johannes                       |                  |                                          |
| (1543)        | Laurentius                     |                  |                                          |
| (1552)        | Olavus                         | död 1560         |                                          |
| 1561          | Johannes Ingemari              |                  |                                          |
| (1568)–(1605) | Magnus Petri                   | död omkring 1605 |                                          |
| 1606–1643     | Nicolaus Petri                 | 1574–1643        | Kontraktsprost.                          |
| 1645–1674     | Magnus Laurentii Cirrhæus      | 1605–1674        |                                          |
| 1675–1677     | Laurentius Magni Cirrhæus      | 1637–1677        |                                          |
| 1678–1697     | Laurentius Danielis Ranzochius | 1646–1697        |                                          |
| 1698–1731     | Paulus Ekerman                 | 1664–1731        |                                          |
| 1697–1773     | Zacharias Juringius            | 1732–1773        | Kontraktsprost.                          |
| 1773–1807     | Anders Juringius               | 1735–1807        |                                          |
| 1808–1833     | Germund Engdahl                | 1756–1833        |                                          |
| 1834–1874     | Anders Gustaf Lænbom           | 1793–1874        |                                          |
| 1876–1888     | Andreas Sandell                | 1841-1905        | Senare kyrkoherde Väderstads församling. |
| 1886–1887     | Jakob Alfred Nilsson           | död 1887         |                                          |
| 1888–1914     | Richard Lundborg               | 1837–1914        |                                          |
| 1915–1930     | Carl Johan Manneberg           | 1853–1930        |                                          |
| 1930–         | David Myrgård                  | 1895–1966        | Senare kyrkoherde i Vadstena församling  |

## Klockare, kantor och organister
| Ämbetstid | Namn                   | Levnadstid | Övrigt                  |
| --------- | ---------------------- | ---------- | ----------------------- |
| 1698-1748 | Bengt Sunesson         | 1680-1761  | Klockare                |
| 1745-1748 | Per                    |            | Klockare                |
| 1746-1748 | Jonas                  |            | Organist                |
| 1750-1792 | Jonas Grönberg         |            | Klockare och organist   |
| 1793-1831 | Gustaf Törnbom         | 1773-      | klockare och organist   |
| 1837-1859 | Jonas Fredrik Törnwall | 1819-1898  | Organist                |
| 1861-1872 | Knut Viktor Fahlstedt  | 1826-1872  | Organist och skollärare |
| 1873-1899 | Peter August Flack     | 1842-      | Organist och skollärare |